# Берт Кемпферт
Берт Кемпферт (нім. Berthold Heinrich Kämpfert; 16 жовтня 1923, Гамбург — 21 червня 1980, Майорка) — німецький концертмейстер, мультиінструменталіст, музичний продюсер, аранжувальник і композитор. Творив легку музику, орієнтовану на джаз, написав музику до ряду відомих пісень, зокрема «Strangers in the Night», «Danke Schoen» і «Moon Over Naples».

## Раннє життя та кар'єра
Кемпферт народився в Гамбурзі, Німеччина, де отримав прізвисько Фіпс. Навчався в Гамбурзькій музичній школі. Мультиінструменталіст, який грав на акордеоні, фортепіано, кларнеті та інших інструментах, був найнятий Гансом Бушем грати в оркестрі, перш ніж служити в музичній групі у Військово-морських силах Третього Рейху під час Другої світової війни. Пізніше Кемпферт створив власний біг-бенд і гастролював з ним, після чого працював аранжувальником і продюсером, записуючи хіти з Фредді Квінном та Іво Робічем. Кемпферт познайомився зі своєю майбутньою дружиною Ганнелоре у 1945 році. Через рік, 14 серпня 1946 року, вони одружилися. У них було дві доньки Меріон і Доріс.

### Берт Кемпферт і його оркестр
Першим хітом Кемпферта з його оркестром була пісня «Wonderland by Night». Записана в липні 1959 року, пісня не могла бути випущена в Німеччині, тому Кемпферт передав трек на Decca Records у Нью-Йорку, який випустив її в Америці восени 1960 року. Завдяки приголомшливій сольній трубі Чарльза Табора, приглушеним мідним інструментом і пишними струнними інструментами сингл очолив американські поп-чарти та перетворив Берта Кемпферта та його оркестр на міжнародних зірок. Протягом наступних кількох років він відновив такі топові мелодії як «Tenderly», «Red Roses for a Blue Lady», «Thre o'Clock in the Morning» і «Bye Bye Blues», а також написав власні твори, включаючи «Spanish Eyes» (він же «Moon Over Naples»), «Danke Schoen» і «Wooden Heart», які були записані Аль Мартіном, Вейном Ньютоном і Елвісом Преслі. Для Кемпферта мало що принесло йому більше особистого задоволення, ніж запис пісні «LOVE» з Натом Кінгом Коулом.

### Просування The Beatles
Як продюсер звукозапису Кемпферт відіграв важливу роль у зростання популярності The Beatles. У 1961 році він найняв The Beatles для супроводу Тоні Шерідана в альбомі під назвою «My Bonnie». Шерідан виступав у Гамбурзі, і йому потрібно було найняти групу, яка б грала за ним на запропонованих треках. Кемпферт провів прослуховування та підписав контракт з The Beatles, а також записав з ними два треки під час своїх сесій для Шерідана: «Ain't She Sweet» (співає ритм-гітарист Джон Леннон) та «Cry for a Shadow» (інструментальна композиція, написана Ленноном та головним гітаристом Джорджом Гаррісоном). Альбом і його сингли, випущені Polydor Records, були першими комерційно випущеними записами The Beatles.
28 жовтня 1961 року покупець музичного магазину в Ліверпулі, який належав Браяну Епштейну, попросив примірник пісні «My Bonnie». У магазині його не було, але Епштейн звернув увагу на запит. Він був настільки заінтригований ідеєю ліверпульської групи випустити платівку, що почав займатися пошуком групи. Це призвело до його відкриття The Beatles. Кемпферт допоміг їм уникнути будь-яких договірних претензій від Polydor, а завдяки зусиллям Епштейна група підписала контракт з Parlophone Records і Джорджем Мартіном.
У 1967 році Anita Kerr Singers випустили альбом «Bert Kaempfert Turns Us On!», данина поваги Кемпферту зі стандартними хітами.

## Співпраця
Кемпферт співпрацював з багатьма музикантами, які були доступні в Західній Німеччині та інших частинах Європи, включаючи багатьох тих самих виконавців, які грали для Джеймса Ласта, Кая Ворнера та Роберто Дельгадо. У його виконанні виступали такі найкращі солісти як трубачі Чарлі Табор, Вернер Гуттерер, Манфред Мох і Ак ван Руєн, тромбоністи Оке Перссон і Джіггс Вігем, а також гравець на саксофоні/флейті Герб Геллер. Барабанщик Рольф Аренс створював характерний простий, але стабільний ритм, часто граючи лише на малому барабані з пензлями.
Іншим внеском у музику Кемпферта був гітарист/басист Ладіслав «Ладі» Гайслер, який популяризував знаменитий звук «knackbass» (тріскучий бас), спочатку граючи на Gibson EB, а пізніше на бас-гітарі Fender Jazz, що стало найвідмітнішою рисою багатьох записів Кемпферта — високий стаккато звук бас-гітари, у якому басова струна була перебрана медіатором і негайно придушенаю. Акустичний бас відтворював простий малюнок в унісон з цим стаккато електричним басом, що створювало унікальний звук. Саме Гайслер позичив свій гітарний підсилювач The Beatles для їхнього запису з Тоні Шеріданом, після того як власне обладнання гурту виявилося непридатним для цілей запису.

## Смерть і спадок

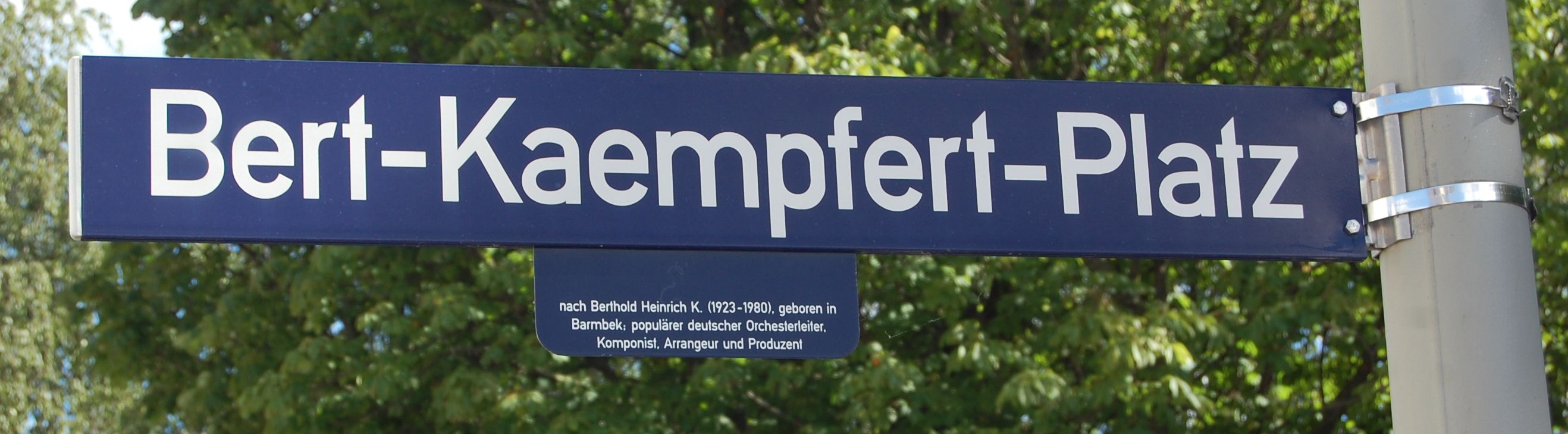
Вулиця Bert-Kaempfert-Platz у Гамбурзі, Німеччина, названа на честь Кемпферта.

Кемпферт раптово помер після інсульту у своєму будинку на Майорці 21 червня 1980 року у 56-річному віці, невдовзі після успішного виступу у Сполученому Королівстві.
На його честь названа площа в районі Бармбек у Гамбурзі, Німеччина — Bert-Kaempfert-Platz.

## Дискографія

### Сингли
- "Wonderland by Night" (U.S. #1, CAN #1(7wks),[12] 1961)
- "Tenderly" (U.S. #31, CAN #34,[13] 1961)
- "Now and Forever" (U.S. #48, AC #14, CAN #8,[14] 1961)
- "A Swingin' Safari" (1962)
- "Afrikaan Beat" (U.S. #42, AC #10, CAN #13,[15] 1962)
- "That Happy Feeling" (U.S. #67, 1962)
- '"Livin' it Up" (1963)
- "Holiday for Bells" (1963)
- "Red Roses for a Blue Lady" (U.S. #11, AC #2, CAN #20,[16] 1965)
- "Three O'Clock in the Morning" (U.S. #33, AC #10, 1965)
- "Moon Over Naples" (U.S. #59, AC #6, 1965)
- "Bye Bye Blues" (U.S. #54, AC #5, CAN #37,[17] 1966)
- "Strangers in the Night" (AC #8, 1966)
- "I Can't Give You Anything But Love" (U.S. #100, AC #6, 1966)
- "Hold Me" (AC #37, 1967)
- "Talk" (AC #39, 1967)
- "Caravan" (AC #10, 1968)
- "The First Waltz" (AC #30, 1968)
- "Mister Sandman" (AC #12, 1968)
- "(You Are) My Way of Life" (AC #17, 1968)
- "Jingo Jango"
- "Games People Play" (AC #30, 1969)
- "The Maltese Melody" (1969)
- "Someday We'll Be Together" (AC #27, 1970)
- "Sweet Caroline (Good Times Never Seemed So Good)" (AC #24, 1971)
- "Love Theme" (1970)
- "Only a Fool (Would Lose You)" (1972) - a very brief foray into music with proper words.

### Альбоми
- Ssh! It's Bert Kaempfert & His Orchestra (1959)
- Combo Capers (1960)
- Wonderland by Night (1960)
- The Wonderland of Bert Kaempfert (1961)
- Dancing in Wonderland (1961)
- Afrikaan Beat and Other Favorites (1962)
- With a Sound in My Heart (1962)
- A Swingin' Safari (1962)
- That Happy Feeling (1962)
- 90 Minuten nach Mitternacht (1962)
- Dreaming in Wonderland (1963)
- Living It Up (1963)
- Christmas Wonderland (1963)
- That Latin Feeling (1964)
- Blue Midnight (1964)
- Let's Go Bowling (1964)
- The Magic Music of Far Away Places (1965)
- Love Letters (1965)
- Bye Bye Blues (1965)
- Three O'Clock in the Morning (1965)
- A Man Could Get Killed (1966)
- Strangers in the Night (1966)
- Greatest Hits (1966)
- Hold Me (1967)
- The World We Knew (1967)
- Bert Kaempfert's Best (1967)
- Bert Kaempfert/Pete Fountain (MCA Double Star Series DL 734698)  (1967)
- Love That Bert Kaempfert (1967)
- My Way of Life (1968)
- Ivo Robic singt Kaempfert-Erfolge (with Ivo Robic, 1968)
- One Lonely Night (1969)
- Traces of Love (1969)
- The Kaempfert Touch (1970)
- Free and Easy (1970)
- Orange Coloured Sky (1971)
- Bert Kaempfert Now! (1971)
- 6 Plus 6 (1972)
- Yesterday and Today (1973)
- To the Good Life (1973)
- Greatest Hits Volume 2 (1973)
- The Most Beautiful Girl (1974)
- Gallery (1974)
- Live in London (1974)
- Golden Memories (1975)
- Forever My Love (1975)
- Kaempfert '76 (1976)
- Safari Swings Again (1977)
- Tropical Sunrise (1977)
- Swing (1978)
- In Concert (with Sylvia Vrethammar, 1979; also released as a video)
- Smile (1979)